# یاسونوبو چیبا
یاسونوبو چیبا (انگلیسی: Yasunobu Chiba؛ زادهٔ ۱۱ آوریل ۱۹۷۱) بازیکن فوتبال اهل ژاپن است.
از باشگاه‌هایی که در آن بازی کرده‌است می‌توان به باشگاه فوتبال کونسادول ساپورو اشاره کرد.